# Posticobia norfolkensis
Posticobia norfolkensis foi uma espécie de gastrópode da família Hydrobiidae.
Foi endémica da Ilha Norfolk.